# Melithaea virgata
A Melithaea virgata a virágállatok (Anthozoa) osztályának a szarukorallok (Alcyonacea) rendjébe, ezen belül a Scleraxonia alrendjébe és a Melithaeidae családjába tartozó faj.

## Előfordulása
A Melithaea virgata előfordulási területe az Indiai- és a Csendes-óceánok határán van.

## Megjelenése
A kifejlett kolónia széles, de vékony legyezőszerű alakot vesz fel.